# Bang bang
Bang bang (zapis stylizowany: BANG BANG) – singel polskiej piosenkarki Sylwii Grzeszczak. Singel został wydany 11 lipca 2023.
Kompozycja znalazła się na 6. miejscu listy OLiA, najczęściej odtwarzanych utworów w polskich rozgłośniach radiowych. Nagranie otrzymało w Polsce status platynowego singla, przekraczając liczbę 50 tysięcy sprzedanych kopii.

## Geneza utworu i historia wydania
Piosenka została napisana i skomponowana przez Marcina Piotrowskiego i Sylwię Grzeszczak, natomiast za produkcję piosenki odpowiadali Arkadiusz Kopera i Bartosz Zielony. Piosenkarka o singlu:

Uwielbiam tworzyć. Zaszywam się zazwyczaj w moim studiu. Wychodzi ze mnie mnóstwo melodii i stąd te cisze. Po prostu chomikuję sobie wszystko, a potem uderzam ze swoim »Bang Bang«. Niespodziewanie. Faktycznie po premierze »O nich, o Tobie« skupiłam się na muzyce i wszystkich projektach wokół. Kombinowałam, myślałam, skupiałam się na tym, żeby mój kolejny singiel był dobry. Nie chciałam wypuszczać czegoś, co jest takie sobie.

Singel ukazał się w formacie digital download 11 lipca 2023 w Polsce za pośrednictwem wytwórni płytowej SG Media w dystrybucji Warner Music Poland.

## „Bang bang” w stacjach radiowych
Nagranie było notowane na 6. miejscu w zestawieniu OLiA, najczęściej odtwarzanych utworów w polskich rozgłośniach radiowych.

## Teledysk
Do utworu powstał teledysk w reżyserii Krzysztofa Szajdy, który udostępniono w dniu premiery singla za pośrednictwem serwisu YouTube.

## Wykorzystanie utworu
Jesienią 2023 utwór został wykorzystany w kampanii reklamowej sieci sklepów obuwniczych Deichmann.

## Lista utworów
- Digital download[3]

1. „Bang bang” – 3:31

## Notowania

### Pozycja na liście airplay
| Kraj   | Lista (2023)                   | Najwyższa pozycja |
| ------ | ------------------------------ | ----------------- |
| Polska | OLiS – oficjalna lista airplay | 6                 |

## Certyfikaty
| Kraj          | Certyfikat      | Sprzedaż |
| ------------- | --------------- | -------- |
| Polska (ZPAV) | platynowa płyta | 50 000+  |

## Wyróżnienia
| Rok  | Konkurs                  | Kategoria    | Rezultat    |
| ---- | ------------------------ | ------------ | ----------- |
| 2023 | Przebój roku RMF FM 2023 | Przebój roku | 25. miejsce |